# Лялька Lol surprise

Лялька Lol Surprise (лялька Лол Сюрприз, з англ.L.O.L — трохи епатажні крихітки) — єдиний у своєму роді іграшка-сюрприз від компанії MGA Entertainment у вигляді 3-дюймової капсули у формі кулі з мінілялькою LOL Baby Surprise й аксесуарами для гри з нею, захованими в семи та більше окремих кулях.Рекомендований вік — від 3-х років. 

## Історія
Дизайн упакувань LOL Surprise wave 1 і wave 2
MGA Entertainment випустила продукт, який полюбили відеоблогери, що знімають «розпакування», зробивши ризиковану ставку на саморекламу LOL Surprise і відмовившись від традиційних рекламних каналів.У продажу LOL Surprise з'явилися в грудні 2016 року в Америці та миттєво стали популярні завдяки відео з розпакуванням на каналі youtube блогера «Titi Toys and Dolls». Продажі росли неймовірно — на 500% за кожного тижня грудня. За даними аналітичної компанії The NPD Group LOL Surprise в січні 2017 року перебували на першому місці за кількістю роздрібних продажів в категорії «Ляльки» і третіми серед усіх іграшок в березні.У січні MGA отримала майже 50-відсотковий приріст продажів у порівнянні з минулим роком, в лютому прибуток компанії підросла на 27,6%, випередивши всю іграшкову індустрію, яка виросла на 1,5%.Станом на квітень 2017 року, всього за п'ять місяців існування лінії, було продано 2,5 мільйона ляльок. 

## Географія
У Великій Британії ляльки доступні з лютого 2017 року, купити LOL Surprise в Росії стало можливо з березня 2017 року, але перед виходом 2 серії в більшості магазинів іграшки LOL Surprise просто закінчилися.

## Другий сезон і спін-офф
Другий сезон з'явився у продажу влітку 2017 — в червні на youtube з'явилися перші розпакування, а в мережі фотографії розпакованих лялечок. Ніякої іншої реклами, включаючи сайт MGA не було. Друга серія вийшла з невеликими технічними змінами, новою колекцією персонажів і новими цінами. Рекомендована роздрібна ціна LOL Surprise першого сезону становила $ 7,99, оригінальні лялечки другого сезону коштують $ 9,99, а їх сестрички Lil $ 6,99. Лінія як би розділилася на дві, але як би й немає — Lil Sisters залишилися пов'язані з оригінальними лялечками аксесуаром, який належить старшим сестричкам, але захований в маленькому шарі.

## Третій сезон
Зараз у продажу 3 серія ляльок, яка включає колекції LOL Surprise Glitter, LOL Surprise Confetti Pop, Series 3 Lil Sisters і LOL Surprise Pets (домашніх вихованців для лялечок перших двох серій). Як і всі нові серії, ці колекції виходили один за одним в передсвятковий та святковий сезони, з листопада 2017 по квітень 2018 року.

## Четвертий сезон EYE SPY Series
1 червня 2018 вийшла нова серія — LOL Surprise Eye Spy (з англ. Очей-шпигун). На відміну від попередніх серій, капсула буде в формі цилліндра з округлими краями (крім Lil Sisters і Pets). На упакуванні кулі, а також на пакетиках зашифровані секретні послання, які розшифровуються за допомогою спеціальної лупи в комплекті з сестричкою або вихованцем всередині кулі. Розшифрувати потрібно також і підказку, крім того, задня частина постера колекціонера теж має таємне послання.
Туди потрібно вклеїти підказки, а нижче намальовані символи, які можна знайти на шарах кульок, разом з літерами. Ваше завдання — знайти букви та вписати їх під потрібними символами, щоб розшифрувати послання. Старші сестри вийшли 5 липня 2018 року. Інша назва серії — Under Wraps (з англ. Під обгорткою).

## Технічні характеристики
Кожна кулька-сюрприз складається з семи шарів, від зовнішнього до внутрішнього: наклейка із зашифрованою підказкою, наклейки зі здібностями для постера, спеціальна пляшечка, пара взуття (або ролики, ковбойські чоботи, балетки та інше), змінний епатажний аутфіт (спідниця туту, комбінезон, шкіряний жилет, хвіст русалки і подібне), модний аксесуар (окуляри, котячі вушка, тіара й інше), мінілялька LOL Baby Surprise, інструкція і постер колекціонера. Сам кульку, або таємна капсула (Mystery Capsule) після розпакування виконує функцію контейнера, будиночка, ванночки та підставки для лялечки. Діаметр кульки 10 см.Ляльки LOL Surprise 8,5—9 см (3 дюйми) у висоту, з непропорційно великими головами й очима. Ніжки та ручки повертаються вздовж тіла, крутиться голова. Ляльки детально опрацьовані й виконані досить якісно. Кожна лялечка має одне з властивостей, яке проявляється якщо напоїти її з пляшечки, або занурити в холодну воду. Вона змінить в воді колір, заплаче, буде плюватися, або писати.У першій серії від впливу холодної води колір змінюють все малятка Lil, а також Diva (колір волосся), Merbaby (сукня), Surfer Babe (колір волосся) і Glitter Queen (бант).У другій серії маленькі сестрички теж усі міняють колір, а "великі" повні сюрпризів і невідомого, тому процес розпаковування стає ще цікавішим.

## Підказки
Підказки-стікери, що знаходяться в першому шарі іграшки-сюрпризу, можуть повторюватися для різних ляльок в колекції, але не для різних клубів, зазначених на постерах колекціонера. При цьому інші аксесуари і лялечки завжди відповідають персонажу, відрізняються вони тільки наявністю, або відсутністю можливостей плакати, писати, плюватися і міняти колір. У другій, третій серії та спін-оффах (LOL Surprise Lil Sisters і LOL Surprise Pets) у кожного клубу є своя особлива підказка (наприклад, у клубу протилежностей підказка — «Ангел і Демон» з магнітом між ними, що означає — протилежності притягуються).
У першій серії контейнери були 4-х кольорів — блакитний, рожевий, яскраво-рожевий і золотий (в якому можуть знаходитися рідкісні лялечки з клубу The Glitterati). У другій серії додався новий колір кулі — салатовий.

## Недоліки
Є повідомлення про те, що у деяких ляльок з першої серії виявлений рідкісний брак у вигляді відсутності деяких аксесуарів, або їх частини, наприклад, пляшки, або туфельки. А також лялечки, які повинні змінювати колір, його не змінюють.

## Підробки
Зі зростанням популярності LOL Surprise у всьому світі, з'явилася величезна кількість імітацій і відвертих підробок. Відрізнити, в першу чергу, можна за ціною, яка значно нижча за звичайну. Також є кілька очевидних ознак, за якими можна обчислити контрафакт: на задній частині упакування має бути однозначно і правильно написано назву компанії «MGA Entertainment, Inc», або «MGA», а правильне офіційна назва продукту «L.O.L. Surprise!». Оригінальні кульки мають тільки шар пластикової обгортки, а підробки часто продаються упакованими в картонні коробки. У тому випадку, якщо ви вже розкрили упакування, зверніть увагу на пакетики з аксесуарами, в оригіналу вони фірмові, однакові та непрозорі, а ось у підробок часто упакування різні та без логотипа. Фальшиві лялечки зазвичай не вміють писати й плакати, а можуть тільки плюватися, можуть мати й довго зберігати різкий запах гуми, виглядати неохайно, з нерівними краями та криво нанесеними фарбами.Фейкові іграшки зазвичай продаються через невідомі компанії, через точкові торгові прилавки, або інтернет-магазини, будьте обережні.